# Luigi Lavazza

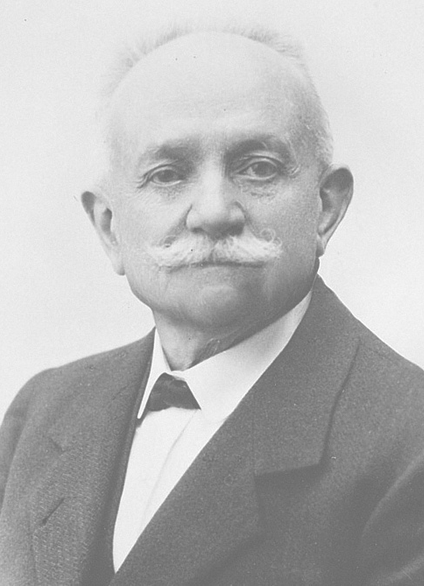
Luigi Lavazza

Luigi Lavazza (* 24. April 1859 in Murisengo; † 16. August 1949 ebenda) war ein italienischer Unternehmer. Er ist der Gründer des 1895 in Turin entstandenen Kaffeekonzerns Lavazza.
Die Ursprünge des Unternehmens Lavazza reichen bis ins Jahr 1895 zurück, als er den kleinen Lebensmittelladen Paissa Olivero in Turin für rund 26.000 italienische Lire kaufte.
Lavazza verdankte sein Vermögen der Idee, verschiedene Arten von Kaffee in nur einer einzigen Qualitätsstufe zu verkaufen.
Er hatte 7 Kinder. Als Lavazza im Jahr 1936 in den Ruhestand ging, übernahmen seine drei Söhne Mario, Beppe und Pericle das Unternehmen.